# Merseysidederbyt

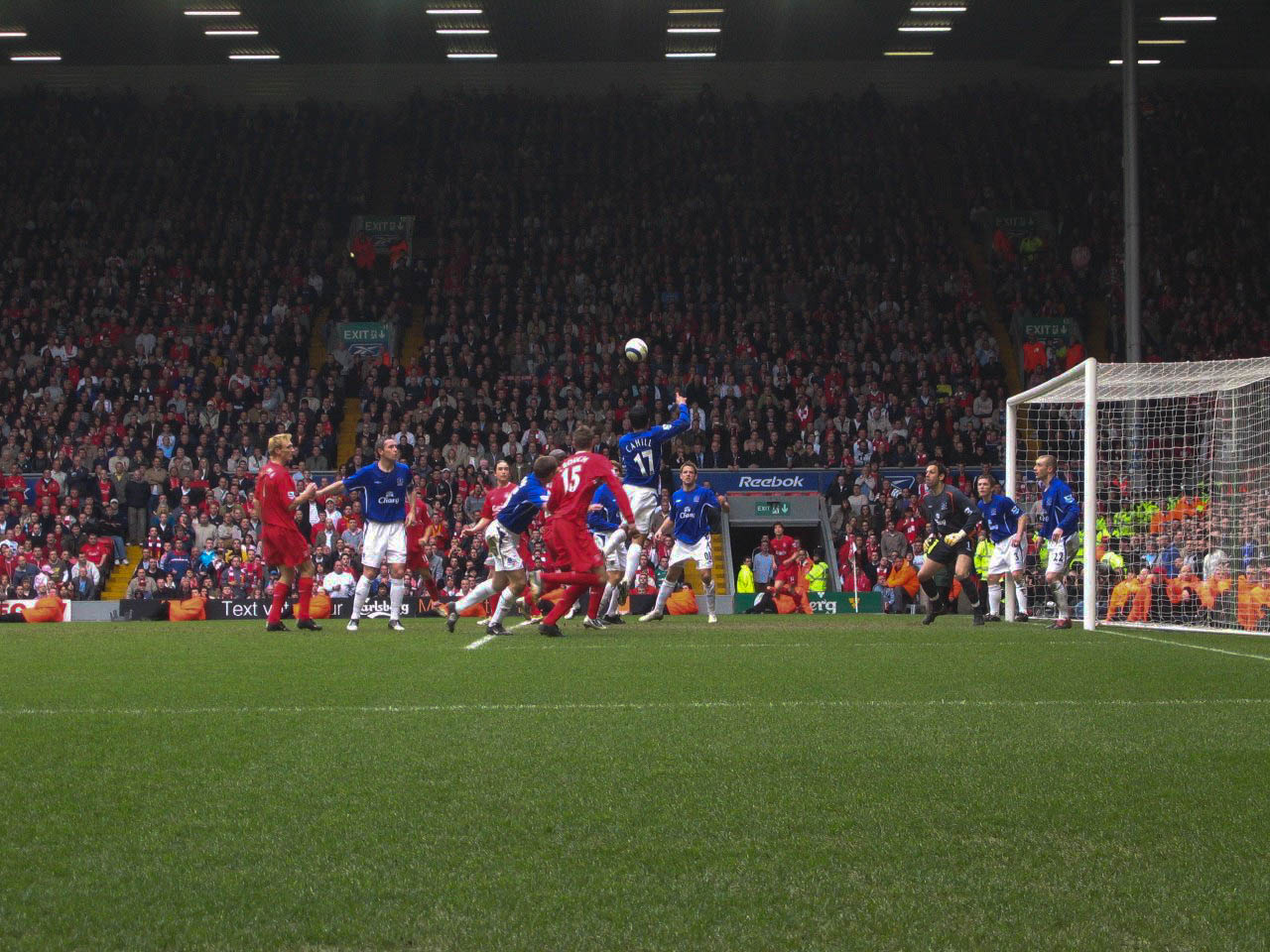
Merseysidederby på Anfield

Merseysidederbyt, Liverpoolderbyt eller vänskapsderbyt är tre namn man kan kalla denna tuffa derbymatch för. Liverpool FC spelar på sin hemmaarena Anfield. Everton på sin, Goodison Park. Det skiljer cirka 1400 meter mellan arenorna. Anfield var Evertons arena från början men ägaren till Anfield ville höja hyran och det gick inte den blåa sidan av Merseyside med på så de flyttade till Goodison Park. Då stod ägaren till Anfield med en arena utan lag. Så han plockade ihop ett lag och det är dagens Liverpool FC. Så började rivaliteten mellan lagen.

## Resultat
| Tävling                        | Matcher | Liverpool vinster | Oavgjort | Everton vinster | Liverpool mål | Everton mål |
| ------------------------------ | ------- | ----------------- | -------- | --------------- | ------------- | ----------- |
| Football League First Division | 146     | 54                | 44       | 48              | 203           | 181         |
| Premier League                 | 47      | 19                | 19       | 9               | 62            | 44          |
| FA-cupen                       | 23      | 10                | 6        | 7               | 37            | 27          |
| Engelska Ligacupen             | 4       | 2                 | 1        | 1               | 2             | 1           |
| FA Community Shield            | 3       | 1                 | 1        | 1               | 2             | 2           |
| Football League Super Cup      | 2       | 2                 | 0        | 0               | 7             | 2           |
| Totalt                         | 225     | 88                | 71       | 66              | 313           | 257         |